# Marsjön, Östergötland
Marsjön är en sjö i Finspångs kommun och Vingåkers kommun i Östergötland och ingår i Nyköpingsåns huvudavrinningsområde. Sjön har en area på 1,39 kvadratkilometer och ligger 45 meter över havet.

## Delavrinningsområde
Marsjön ingår i det delavrinningsområde (654188-149876) som SMHI kallar för Utloppet av Marsjön. Medelhöjden är 59 meter över havet och ytan är 10,48 kvadratkilometer. Det finns inga avrinningsområden uppströms utan avrinningsområdet är högsta punkten. Vattendraget som avvattnar avrinningsområdet har biflödesordning 3, vilket innebär att vattnet flödar genom totalt 3 vattendrag innan det når havet efter 103 kilometer. Avrinningsområdet består mestadels av skog (42 procent), öppen mark (16 procent) och jordbruk (26 procent). Avrinningsområdet har 1,36 kvadratkilometer vattenytor vilket ger det en sjöprocent på 13 procent.